# Фальц-Фейн, Софья Богдановна
Софья Богдановна Фальц-Фейн (урождённая Кнауф, 8 сентября 1839, Йозефсталь, Екатеринославская губерния — 17 июня 1919, Хорлы, Таврическая губерния) — известная представительница рода Фальц-Фейн. Крупная предпринимательница конца XIX — начала XX веков. Мать Фридриха Эдуардовича Фальц-Фейна — основателя знаменитого заповедника Аскания-Нова. Основатель порта Хорлы. Убита большевиками в период Гражданской войны.

## Биография
Родилась в зажиточной семье немецких колонистов Кнауф, осевших в Екатеринославе.
Вышла замуж за Эдуарда Ивановича Фальц-Фейна (1839—1883) — одного из наследников знаменитой фамилии немецких колонистов на Украине. Фальц-Фейны владели тогда крупнейшим в России овцеводческим хозяйством (разведение овец-мериносов) и одним из лучших конных заводов, вели торговлю шкурами, шерстью и мясом через одесский порт.
После скоропостижной смерти в 1883 году мужа Софья Богдановна унаследовала «империю Фальц-Фейнов» и управляла ею, согласно завещанию покойного мужа, — при поддержке его брата Густава Ивановича Фальц-Фейна (1844—1890), который стал её вторым мужем. Вдова с восемью детьми проявила себя как недюжинный предприниматель. Она перевела торговлю шерстью и бараниной на внутренние рынки империи. Кроме мясо-молочной промышленности, интенсивно инвестировала в другие виды производств: развивала птицеводство, открыла винный завод в Преображенке, кондитерскую фабрику в Дофино, и крупный консервный завод в Херсоне. Мясные и рыбные консервы «Фальц-Фейн», украшенные избранной Софьей эмблемой — Золотой рыбкой на велосипеде, продавались в России и за рубежом.
В 1903 году личное пароходство Софьи Фальц-Фейн насчитывало уже 6 судов, из них два парохода были пассажирскими и пользовались большой популярностью на черноморских линиях. Главный пароход — грузопассажирский «София».
Получила прозвище «Золотая рыбка», в современной историографии иногда называется «Хозяйка Херсонских степей».

## Порт Хорлы

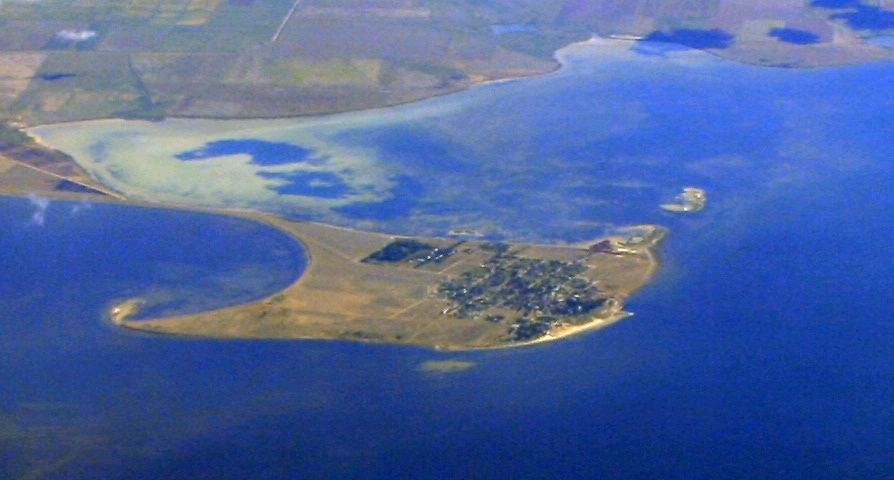
Вид на Хорлы и его окрестности с высоты около 10 километров

Развивая бизнес, решила обеспечить вывоз собственной продукции кораблями своего пароходства через собственный, частный незамерзающий морской порт. Она обнаружила в глубине Каркинитского залива, возле Перекопа, бухту, воду которой подогревал горячий природный источник.
В 1897 году по её инициативе и на её землях было основано село Порт-Хорлы (теперь Хорлы). Хорлы возникли как морской порт в незамерзающей бухте Чёрного моря, через который вывозилось за границу товарное зерно. Заселялись поселенцами, которые в поисках лучшей жизни пришли сюда из разных мест.
Для установления связей с отдалённым портом 22 сентября 1898 года открылась телефонная линия, которая соединила Хорлы с Перекопом. С 1903 году к причалам порта могли одновременно швартоваться до 6 судов. С 27 сентября 1903 года уже действовала морская пристань с официальным названием «порт Хорлы». С размещением торговых операций в Хорлах начала действовать таможня и появился судоремонтный док. Кроме внешнеторговых связей, порт осуществлял каботажные рейсы к портам и пристаням Черноморского бассейна — Одессы, Херсона, Севастополя, Николаева, Скадовска, городка Станислава Херсонской области и других населённых пунктов.

## Убийство
В 1919 году младший сын Софьи Богдановны Владимир и дочь Лидия (последними покидавшие Россию) решили забрать с собой за границу и мать. Для этого Владимир прислал в Хорлы экспедицию из греческого эсминца «Пантир» и двух русских лёгких военных кораблей, принадлежавших Белой Армии. Владимир предполагал увезти Софью Богдановну из порта Хорлы в Севастополь. Однако баронесса пожелала остаться, считая, что «красные» не сделают ей ничего дурного. Она говорила:

«Ничего со мной не случится, я старая женщина и никому не сделала зла. Кто меня, старуху, тронет. Я людям делала только добро. Они не дадут меня в обиду. Оставь меня здесь с Богом».
В ночь с 16 на 17 июня 1919 года остававшаяся в своём имении 79-летняя помещица была застрелена представителями революционного большевистского отряда в одном из зданий в Хорлах, перед наступлением на посёлок войск Деникина.
Обстоятельства смерти дискутируются. По некоторым сведениям, участники расстрела были, в свою очередь, расстреляны своим руководством за самосуд.
Убийство С. Б. Фальц-Фейн долгие годы подавалось советской пропагандой как пример революционных настроений в Таврии.

## Память
Софье Фальц-Фейн посвящена книга М. А. Бернова «Из Одессы пешком по Крыму. Письма русского пешехода», изданная в Санкт-Петербурге в 1896 году.
После революции имя Софьи Фальц-Фейн на долгие годы было незаслуженно забыто, а её образ был фальсифицирован в советской литературе. В романе Олеся Гончара «Таврия» создан образ жестокой, деспотичной помещицы в примитивном ключе: «Було взагалі безглуздо, що вища влада в Асканії належить отій розпутній, ні на що не здатній бабі, піднесеній кимось над тисячами людей, які все своє життя працюють на неї одну, віддаючи їй силу своїх рук, нерви, розум». В романе мы видим жестокую, ограниченную, своенравную помещицу, которую не любят «ні слуги, ні контора» и даже сын «був би радий, радий, радий, якби вона кикнула, щоб самому потім розпоряджатися…».
Инициатором восстановления памяти о Софье Фальц-Фейн стал подданный княжества Лихтенштейн барон Эдуард фон Фальц-Фейн. На его средства 28 мая 1993 года в Хорлах был открыт памятник-горельеф и мемориальная плита на могиле Софьи Богдановны.